# Wedderheide
Wedderheide is een streekdorp tussen Wedde en Vriescheloo in de gemeente Westerwolde in Groningen. In 2017 telde het dorp 235 inwoners. Het wordt gescheiden van Wedde door de N976.
Wedderheide ligt op zandrug De Bouwten, waarop ook Vriescheloo is gelegen. Deze zandrug vormde ooit de natuurlijke grens met de Dollard, toen deze zijn maximale omvang had bereikt. Het markeert de overgang tussen Westerwolde en het voormalige Reiderland.
De eerste bebouwing verrees rond 1810 langs de weg tussen Vriescheloo en Wedde (de Lage- of Molenweg). In 1811 werd het voor het eerst genoemd. In de loop der tijd ontstond er een lint van arbeiderswoningen en burgerwoningen.

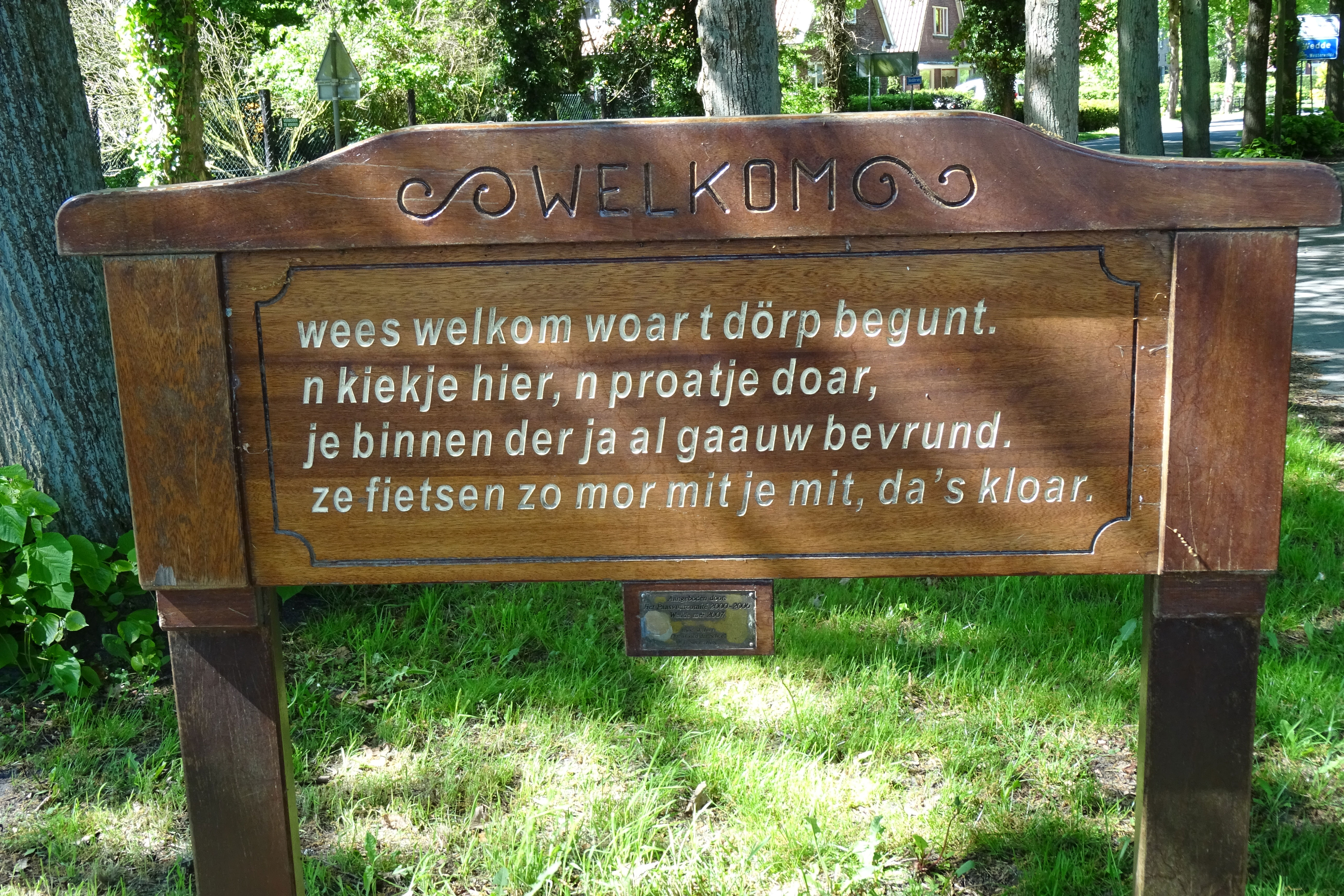
Wedderheide

Dorpen: Barnflair · Bellingwolde · Blijham · Bourtange · Jipsingboertange · Oudeschans · Over de Dijk · Sellingen · Ter Apel · Ter Apelkanaal · Veelerveen · Vlagtwedde · Vriescheloo · Wedde · Wedderheide · Zandberg (deels)

Buurtschappen: Agodorp · Borgertange · Borgerveld · Bovenstreek · De Bouwte · De Bruil · De Bult · Den Ham · De Heemen · De Lethe · De Maten · De Oerde · De Straat (Engelkes) · Draaijerij · Ellersinghuizen · Hanetange · Harpel · Hoorn · Hoornderveen · Jipsingboermussel · Jipsinghuizen · Kielhuppen · Klein-Ulsda · Klontjebuurt · Koudehoek · Lammerweg · Laude · Lauderbeetse · Lauderzwarteveen · Laudermarke · Leemdobben · Lieskemeer · Loosterheide · Lutje Ham · Lutjeloo · Morige · Munnekemoer · Nienoordstreekje · Oosteinde · Overdiep · Pallert · Plaggenborg · Poldert · Renneborg · Rhederbrug · Rhederveld · Rijsdam · Roelage · 't Schot · Sellingerbeetse · Sellingerzwarteveen · Slegge · Stakenborg · Stobben · Ter Borg · Ter Haar · Ter Walslage · Ter Wisch · Tjabbesstreek · Veele · Veendijk · Veerste Veldhuis · Verbindingsweg · Vlagtwedder-Veldhuis · Vogelzang · Voorwold · Wedderbergen · Wedderveer · Weende · Weite · Wessingtange · Westeind · De Westert · Winschoterhogebrug (deels) · Winschoterzijl (deels) · Wollingboermarke · Wollinghuizen · Zuidveld · Zandstroom

Groningen: Steden en dorpen      Nederland: Provincies · Gemeenten